# Makszarip Auszew
Makszarip Magomiedowicz Auszew (ur. 16 lutego 1966 w Surchachi, zm. 25 października 2009 w Nartan) – biznesmen i działacz polityczny Inguszetii. 
Był jednym z najważniejszych polityków opozycyjnych wobec prezydenta Inguszetii Junusa-bieka Jewkurowa. Po śmierci innego opozycjonisty, Magomieda Jewłojewa, kierował stroną internetową Ingushetia.org. Został zamordowany w okolicy wioski Nartan w Kabardo-Bałkarii.